# 彭氏片花耳
彭氏片花耳（学名：Cerinomyces pengii）是属于花耳目花耳科片花耳属的一种真菌，生长在朽木上。该种分布于中国。